# Lasioglossum pectinatum
Lasioglossum pectinatum là một loài Hymenoptera trong họ Halictidae. Loài này được Robertson mô tả khoa học năm 1890.

## Hình ảnh

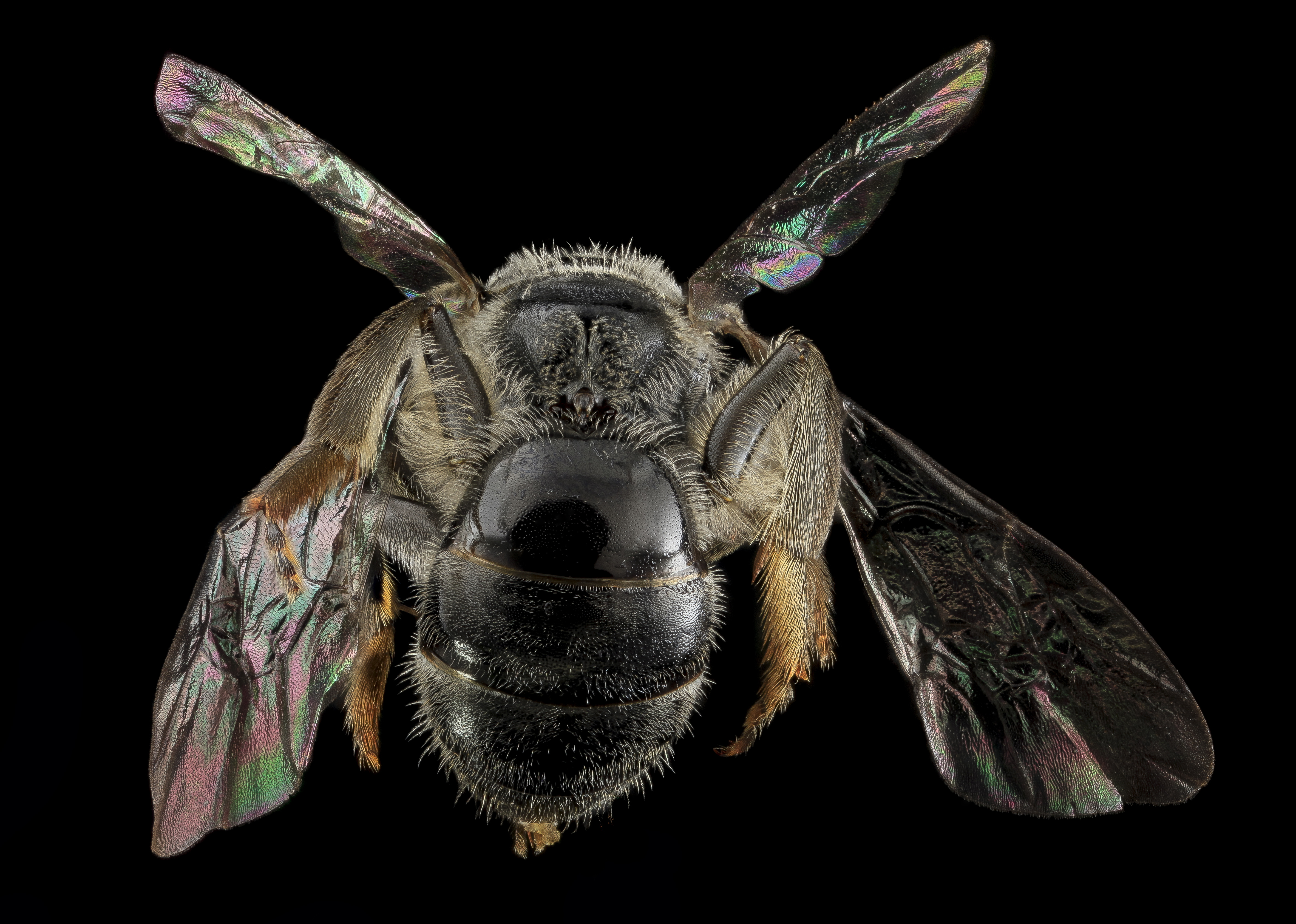
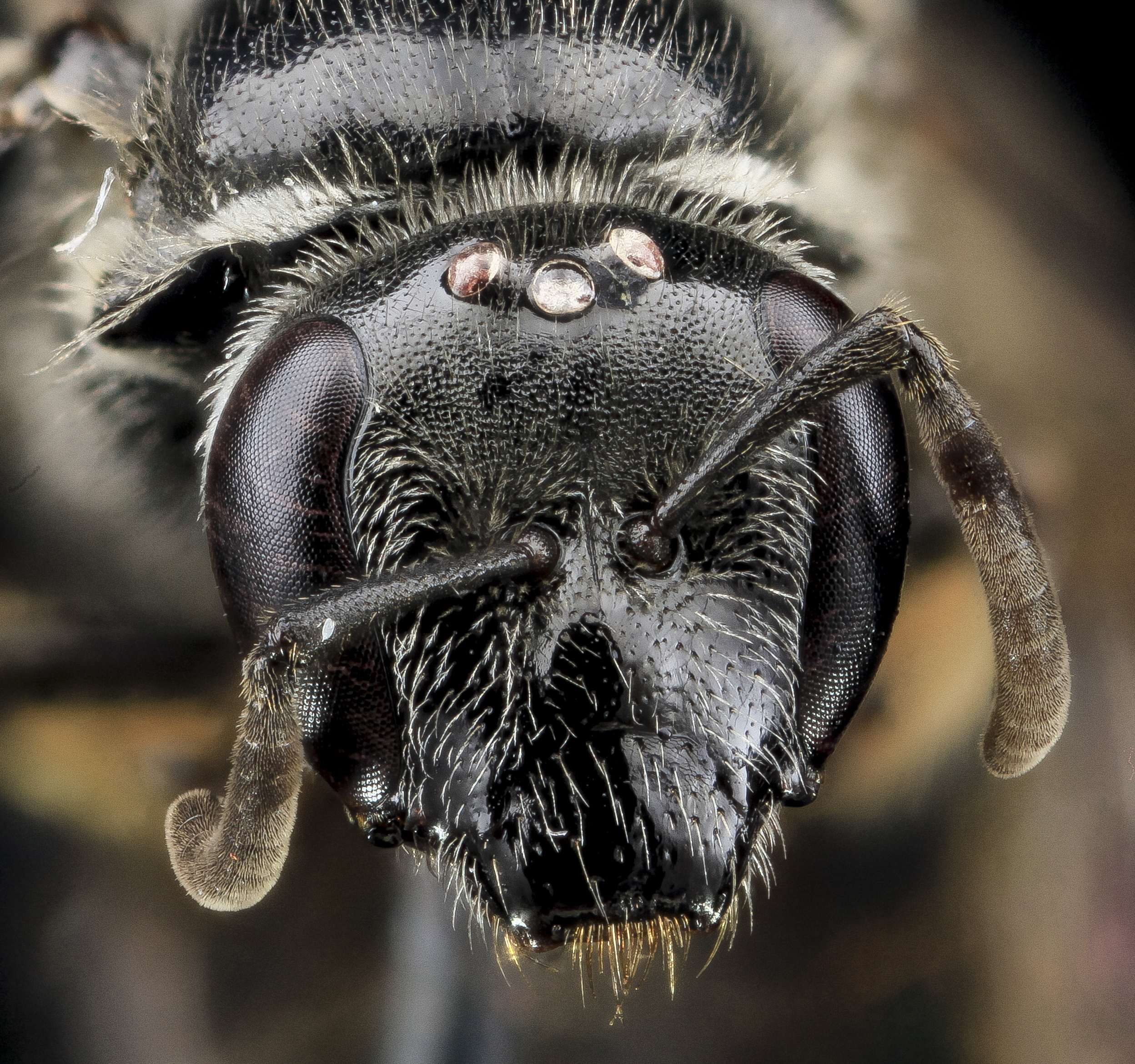